# Femke Maes
Femke Maes (ur. 22 lutego 1980 w Lokeren) – belgijska piłkarka, grająca na pozycji pomocnika, wielokrotna reprezentantka Belgii.

## Kariera piłkarska

### Kariera klubowa
Wychowanka klubów FC Daknam i Sinaai Girls. Rozpoczęła swoją karierę zawodową w Anderlechcie. Po czterech latach przeniosła się do Eendrachtu Aalst, w barwach którego grała również przez cztery lata, zanim przeniosła się do Rapide Wezemaal. Z tym klubem czterokrotnie zdobyła mistrzostwo Belgii i pięciokrotnie Puchar Belgii. W sezonie 2007/08 występowała w pierwszoligowym holenderskim klubie Willem II w nowo powstałej Vrouwen Eredivisie. Wraz z klubem została wicemistrzynią oraz najlepszą zawodniczką ligi. W drugiej połowie 2008 roku spędziła krótki okres w szwedzkim klubie pierwszoligowym Djurgården. Po zakończeniu sezonu zamierzała nadal grać w piłkę nożną w pobliżu swojego domu i podpisała kontrakt z niemieckim klubem Bundesligi FCR 2001 Duisburg, z którym w maju 2009 roku zdobyła Puchar Kobiet i Puchar DFB.

### Kariera reprezentacyjna
6 marca 1996 roku zadebiutowała w belgiskiej kadrze narodowej w przegranym 0:4 meczu z Holenderkami. Swojego pierwszego gola w reprezentacji strzeliła 20 kwietnia 1996 roku w wygranym 6:1 meczu ze Szkocją, co dało jej wynik 1:0 w pierwszej minucie. Z 25 golami była rekordową strzelczynią reprezentacji Belgii kobiet. Z Belgią nie udało jej się jednak zakwalifikować do żadnych większych turniejów. Wcześniej broniła barw juniorskiej reprezentacji Belgii.

## Sukcesy i odznaczenia

### Sukcesy klubowe
RSC Anderlecht
- mistrz Belgii: 1994/95, 1996/97, 1997/98
- zdobywca Pucharu Belgii: 1995/96, 1997/98
- zdobywca Superpucharu Belgii: 1995, 1996, 1997

Eendracht Aalst
- mistrz Belgii: 1998/99, 1999/2000, 2000/01, 2001/02
- zdobywca Pucharu Belgii: 1999/2000, 2001/02
- zdobywca Superpucharu Belgii: 1998

Rapide Wezemaal
- mistrz Belgii: 2003/04, 2004/05, 2005/06, 2006/07
- zdobywca Pucharu Belgii: 2002/03, 2003/04, 2006/07

FCR 2001 Duisburg
- wicemistrz Niemiec: 2009/10
- zdobywca Pucharu Niemiec: 2008/09, 2009/10
- zdobywca UEFA Women's Cup: 2008/09

### Sukcesy indywidualne
- Najlepsza piłkarka Eerste Klasse: 2004/05, 2006/07
- Najlepsza piłkarka Vrouwen Eredivisie: 2007/08